# Titularbistum Tiberias
Das Titularbistum Tiberias (italienisch diocesi di Tiberiade, lateinisch Dioecesis Tiberiensis) ist ein Titularbistum der römisch-katholischen Kirche.
Es geht zurück auf das untergegangene Bistum Tiberias in der gleichnamigen antiken Stadt, die in der römischen Provinz Palaestina secunda lag. Die Stadt Tiberias liegt in Galiläa am Westufer des See Genezareth, der auch „See von Tiberias“ genannt wird.
| Titularbischöfe von Tiberias                                     | |                                                              |                                          |
| Name                                                             | Amt | von                                                          | bis                                      |
| Paul von Banz/Paulus (de Bantsch)                                | OCist, Weihbischof in Breslau, Herzogtum Breslau | 1302                                                         | 1325                                     |
| Gualbertus                                                       | | 1334                                                         |                                          |
| Francesco/Franciscus/Franciscus de Plaisance                     | ab 1348 Bischof von Sorres (Korsika) | ?                                                            | 9. Januar 1348                           |
| Paulus                                                           | Generalvikar im Erzbistum Messina |                                                              |                                          |
| Antonius Zeghet                                                  | Abt des Klosters S. Maria im Bistum Orange | 27. Februar 1435                                             |                                          |
| Petrus de Cruce                                                  | OPraed, Magister der Theologie, im Bistum Lissabon | 9. August 1437                                               |                                          |
| João Manuel/Joannes                                              | OCarm, ab 1444 Bischof von Ceuta | 18. April 1442                                               | 20. Juli 1444                            |
| Robert Damiani/Robertus Damiani                                  | OFM, ab 1447 Erzbischof von Aix | 2. Dezember 1444                                             | 23. Oktober 1447                         |
| Arnaldus de Quercu                                               | OMin, im Bistum Lescar und Bistum Comminges | 4. Juli 1449                                                 |                                          |
| Jacques Seguin/Jacobus de Seguin                                 | OSB, Weihbischof im Erzbistum Sens | 11. März 1450                                                |                                          |
| Pietro Bruni/Petrus Bruni                                        | OFM, Magister der Theologie | 11. Februar 1451                                             |                                          |
| Benedictus                                                       | Mönch im Bistum Passau, 1454 bis 1457 Verwalter des Stifts Ossiach | 20. November 1452                                            |                                          |
| Bernardus                                                        | |                                                              |                                          |
| Jean Puget/Joannes Pugeti                                        | OFM, Weihbischof im Bistum Castres (sein Vorgänger Bernhard wird bei der Ernennung genannt)                                                                                           | 29. Februar 1460                                             |                                          |
| Hermannus de Candore                                             | | ?                                                            |                                          |
| Reynaldo Romero/Reginaldus                                       | OPraed, Weihbischof im Erzbistum Sevilla (Spanien) | 17. März 1488                                                | † 1507                                   |
| Guido de Daudrellen                                              | OCarm | 11. April 1491                                               |                                          |
| Odo/Oddo                                                         | OFM, Weihbischof im Bistum Besançon | 2. Juni 1494                                                 | 1499                                     |
| Jean Robert/Joannes Roberti                                      | Weihbischof im Bistum Nantes | 26. Juni 1506                                                |                                          |
| Pietro Giovanni de Melis/Petrus Joannes Melle                    | emeritierter Bischof des Bistums Montemarano | 20. April 1517                                               |                                          |
| Godefroid Leborgne/Godfridus le Borgne                           | OCarm, Weihbischof im Bistum Saint-Brieuc | 10. November 1518                                            | († 1530)                                 |
| Galeatius Baldus                                                 | | ?                                                            |                                          |
| Giovanni de Amichettis/Joannes de Amichettis                     | OSM | 5. März 1520                                                 | † 1526                                   |
| Richard Gaume/Ricardus Gaume                                     | OFM, Weihbischof im Bistum Dunblane (Schottland) | 15. November 1531                                            |                                          |
| Theodore Petit/Theodoricus Petit                                 | OSA, Weihbischof im Bistum Châlons | 20. April 1537                                               | † 20. April 1548                         |
| Jean de Rainieres/Joannes de Raineriis                           | OCist, Weihbischof im Bistum Reims | 30. Juli 1541                                                | † 1546                                   |
| Jacques Hanot/Jacobus Hanot                                      | OPraem, Abt im Kloster Senderiis (?), Weihbischof im Bistum Reims | 20. August 1546                                              | † 28. Februar 1551                       |
| Giovanni Battista Potentia/Joannes Bapt. de Potentia             | OFM, Koadjutorbischof von Amalfi | 12. Juni 1589                                                | † 1592                                   |
| Giovanni Vitelli/Joannes Vitellius                               | CRTheat, Koadjutorbischof von Carinola (Calina) (Königreich Neapel), wurde 1594 Bischof von Carinola                                                                                  | 4. März 1592                                                 | 1594                                     |
| Luis Cerqueira/Ludovicus Cerqueira                               | SJ, Koadjutorbischof von Funai (Nippon-koku), 1598 Bischof von Funai | 29. Januar 1593                                              | 18. Februar 1598                         |
| Andreas Vilcinius (Wilczynski)                                   | Weihbischof im Erzbistum Gnesen | 13. Oktober 1608                                             |                                          |
| Johann Anton Tritt von Wilderen/Ioannes Antonius Tritt           | Weihbischof in Konstanz (Hochstift Konstanz) | 9. September 1619                                            | † 8. Februar 1639                        |
| Clemente Confetti (Confetto)/Clemens Confectus (Confetti)        | 1623 Koadjutorbischof im Bistum Muro Lucano, wurde 1630 zum Bischof von Muro Lucano befördert                                                                                         | 9. Januar 1623                                               | 8. Januar 1630                           |
| Iacobus Ribier                                                   | | 8. Mai 1637                                                  |                                          |
| Gaspard Karas                                                    | Weihbischof im Erzbistum Olmütz | 3. Dezember 1640                                             | † 6. Januar 1646                         |
| Sigismund Graf Miutini von Spilenberg/Sigismundus Miutini        | Weihbischof im Erzbistum Olmütz (Habsburgermonarchie) | 30. März 1648                                                | † 1653                                   |
| Armand-Gaston-Maximilien de Rohan de Soubise                     | Koadjutorbischof von Straßburg (Königreich Frankreich), 1704 Bischof von Straßburg, 1712 zum Kardinal ernannt                                                                         | 28. Februar/18. April 1701                                   | 9. April 1704                            |
| Aleksander Mikołaj Horain                                        | Weihbischof in Vilnius (Polen-Litauen), 1711 zum Bischof von Smoleńsk ernannt | 15. September 1704                                           | 23. Dezember 1711                        |
| Daniel Joseph Mayer von Mayern                                   | Weihbischof in Prag (Böhmen), 1732 zum Erzbischof von Prag ernannt | 17. April 1711/9. Oktober 1712 (geweiht)                     | 4. November 1731/7. Mai 1732 (bestätigt) |
| Johann Moritz Freiherr von Strachwitz/Jan Maurycy von Strachwitz | 6. April 1761–4. April 1766 Weihbischof in Breslau, 4. April 1766–28. Januar 1781 Apostolischer Administrator des Erzbistums Breslau (Königreich Preußen)                             | 6. April 1761                                                | † 28. Januar 1781                        |
| Erasmus Dionys Krieger                                           | Weihbischof in Prag (Böhmen) | 17. September 1781 (Ernennung)/28. Oktober 1781 (Ordination) | † 27. Dezember 1792                      |
| Leopold Maximilian von Firmian                                   | Weihbischof im Bistum Passau (Deutschland), 1800 zum Bischof von Lavant ernannt, 1822 Erzbischof von Wien                                                                             | 24. Juli 1797                                                | 23. November 1800                        |
| Francesco Maria Paolucci Mancinelli                              | 1808 zum Bischof von Fano ernannt | 28. September 1801 (Ernennung)/4. Oktober 1801 (Ordination)  | 11. Januar 1808                          |
| Karol Perényl                                                    | Weihbischof im Erzbistum Esztergom (Kaisertum Österreich) | 11. Juli 1808 (Ernennung)/28. August 1808 (Ordination)       | † 15. März 1819                          |
| Richard Kornelius Dammers                                        | Weihbischof im Erzbistum Paderborn (Königreich Preußen), 1842 zum Bischof von Paderborn ernannt                                                                                       | 3. Mai 1824 (Ernennung)/24. August 1824 (Ordination)         | 27. November 1841                        |
| Rudolf von Thysebaert                                            | Weihbischof und Generalvikar im Erzbistum Olmütz | 23. Mai 1842 (Ernennung)/24. Juli 824 (Ordination)           | † 12. Mai 1868                           |
| Alessandro Valsecchi                                             | Koadjutorbischof im Bistum Bergamo (Königreich Italien) | 25. Juni 1869 (Ernennung)/11. Juli 1869 (Ordination)         | † 6. Mai 1879                            |
| Martin Marty                                                     | OSB, Apostolischer Vikar von Dakota (USA), 1889 zum Bischof von Sioux Falls ernannt                                                                                                   | 8. August 1879 (Ernennung)/1. Februar 1880 (Ordination)      | 26. November 1889                        |
| Giuseppe Ceppetelli (Cepetelli)                                  | 1882 zum Bischof von Ripatransone ernannt, Weihbischof in Rom (Königreich Italien), 1899 zum Titularerzbischof von Myra ernannt                                                       | 23. Juni 1890                                                | 24. Juli 1899                            |
| Luigi Spandre                                                    | Weihbischof in Turin (Königreich Italien), 1909 Bischof von Asti ernannt | 15. September 1899 (Ernennung)/28. Oktober 1899 (Ordination) | 12. Juni 1909                            |
| Bernardino Shlaku                                                | OFM, Koadjutorbischof im Bistum Pult (Osmanisches Reich), 1911 zum Bischof von Pult ernannt                                                                                           | 8. Januar 1910 (Ernennung)/3. April 1910 (Ordination)        | 31. Januar 1911                          |
| Charles Maurice Graham                                           | 1891 Koadjutorbischof im Bistum Plymouth (Vereinigtes Königreich Großbritannien und Irland), 1891 Titularbischof von Cisamus, 1902 zum Bischof von Plymouth ernannt, resignierte 1911 | 16. März 1911                                                | † 2. September 1912                      |
| Giacomo Sinibaldi                                                | Sekretär der Kongregation für das Katholische Bildungswesen | 15. Mai 1913 (Ernennung)/30. Mai 1913 (Ordination)           | † 19. August 1928                        |
| Paulin Ladeuze                                                   | Rektor der Katholischen Universität Löwen (Belgien) | 21. Oktober 1928 (Ernennung)/2. Februar 1929 (Ordination)    | † 10. Februar 1940                       |
| Egidio Luigi Lanzo                                               | OFMCap, Weihbischof im Bistum Sabina-Poggio Mirteto (Königreich Italien), 1943 zum Bischof von Saluzzo ernannt                                                                        | 9. August 1940 (Ernennung)/22. September 1940 (Ordination)   | 22. Januar 1943                          |
| Giuseppe Della Cioppa                                            | Prälat von Altamura e Acquaviva delle Fonti (Königreich Italien/Italien), 1947 zum Bischof von Alife ernannt                                                                          | 17. Juli 1943 (Ernennung)/19. März 1944 (Ordination)         | 2. Dezember 1947                         |
| Raffaele Macario                                                 | Weihbischof im Bistum Albano (Italien), 1966 zum Bischof von Albano ernannt | 21. Juni 1948 (Ernennung)/25. Juli 1948 (Ordination)         | 29. November 1966                        |